# Nazionalismo indiano

La bandiera dell'India.

Il nazionalismo indiano si riferisce alle molte forze di fondo che ha definito i principi del movimento d'indipendenza indiano e che continuano ad influenzare la politica dell'India, oltre ad essere il cuore di molte ideologie contrastanti che hanno causato conflitti etnici e religiosi nella società indiana. Prima del 1947 il nazionalismo indiano comprendeva spesso la coscienza che l'India incarnasse tutto il subcontinente indiano e più ampiamente influenzasse una parte dell'Asia, nota come Grande India.